# Peter Lohmeyer
Peter Lohmeyer, né le 22 janvier 1962 à Marsberg, est un acteur allemand.

## Biographie
Il est le fils cadet des trois enfants du pasteur évangélique Dieter Lohmeyer et de son épouse. Il suit de 1982 à 1984 les cours du Schauspielschule Bochum (de) où il fait ses débuts et qu'il quitte sans être diplômé. Puis il joue dans des théâtres à Düsseldorf, Stuttgart, Hambourg et au Schillertheater (Berlin). Il joue son premier rôle à l'écran dans un téléfilm en 1983 et au cinéma en 1988. Il devient connu en 1995 avec la série Die Straßen von Berlin (de).
Pour son rôle dans Aller simple pour Inari, il reçoit le Prix du film allemand du meilleur acteur dans un second rôle.
Il a eu avec son ancienne compagne, la directrice de la photographie Katrin Klamroth, trois enfants (dont Lola Klamroth (de) et Louis Klamroth (de)). Il vit depuis 2008 avec l'animatrice d'émissions culinaires Sarah Wiener.

## Filmographie (sélection)
- 1983 : Der Kampfschwimmer
- 1987 : Der Fahnder – Hendriks Alleingang
- 1988 : Der Fahnder – Der kleine Bruder
- 1990 : Spieler
- 1993 : Le Petit Vampire (série télévisée)
- 1993 : Tatort – Amoklauf (série télévisée)
- 1993 : Kaspar Hauser
- 1994 : Einer meiner ältesten Freunde
- 1995–1998 : Die Straßen von Berlin (de) (série télévisée, 7 épisodes)
- 1995 : Die Staatsanwältin (TV)
- 1996 : Killer Kondom
- 1998 : Aller simple pour Inari
- 1998 : Abgehauen (de) (TV)
- 1998 : Sieben Monde (de)
- 1998 : Der Pirat (TV)
- 1999 : Pauls Reise (de)
- 2000 : Nie mehr zweite Liga (TV)
- 2001 : Hacerse el sueco
- 2002 : La Falaise
- 2002 : Vater braucht eine Frau (TV)
- 2003 : Das Duo – Der Liebhaber (série télévisée)
- 2003 : Le Miracle de Berne
- 2003 : Der Wunschbaum (de) (série télévisée)
- 2004 : Süperseks (de)
- 2004 : Cowgirl
- 2005 : Oktoberfest
- 2005 : Courant alternatif (de)
- 2005 : Obaba
- 2005 : Leonys Aufsturz
- 2005 : Playa del Futuro
- 2006 : Vineta (de)
- 2006 : Spur der Hoffnung (TV)
- 2007 : Der andere Junge
- 2007 : Früher oder Später
- 2007 : Vorne ist verdammt weit weg (de)
- 2007 : Pourquoi les hommes n'écoutent jamais rien et les femmes ne savent pas lire les cartes routières
- Depuis 2008 : Großstadtrevier (de) (série télévisée)
- 2008 : In letzter Sekunde (TV)
- 2009 : La Chambre d'hôtel
- 2009 : Alter und Schönheit (de)
- 2009 : Soul Kitchen
- 2010 : Bis aufs Blut – Brüder auf Bewährung (de)
- 2010-2012 : Allein gegen die Zeit (de) (série télévisée)
- 2010 : Aghet : 1915, le génocide arménien
- 2010 : Wolfsfährte (de)
- 2010 : Offre-moi ton cœur
- 2011 : Tom Sawyer
- 2012 : Das Millionen Rennen (de) (TV)
- 2012 : Blutadler (de) (TV)
- 2012 : Pas d'impôts pour les potes (de) (TV)
- 2012 : Die Abenteuer des Huck Finn (de)
- 2013 : Fünf Freunde 2 (de)
- 2015 : The Girl King : l'évêque de Stockholm
- 2015 : Heidi